# Nobody's Fool
Nobody's Fool är en amerikansk långfilm från 1994. Filmen bygger på en roman av Richard Russo och är regisserad av Robert Benton.

## Handling
Donald "Sully" Sullivan (Paul Newman) är något av ett original i den fiktiva byn North Bath, New York. Han frilansar inom byggbranschen och kommer ofta på tvärs med Carl Roebuck (Bruce Willis), en affärsman vars fru Toby (Melanie Griffith) Sully tar varje chans att flirta med.

## Rollista i urval
- Paul Newman - Sully Sullivan
- Jessica Tandy - Beryl Peoples
- Bruce Willis - Carl Roebuck
- Melanie Griffith - Toby Roebuck
- Dylan Walsh - Peter Sullivan
- Pruitt Taylor Vince - Rub Squeers
- Gene Saks - Wirf Wirfley
- Josef Sommer - Clive Peoples Jr.
- Philip Seymour Hoffman - Officer Raymer
- Philip Bosco - Judge Flatt
- Catherine Dent - Charlotte Sullivan
- Alexander Goodwin - Will Sullivan
- Carl J. Matusovich - Wacker Sullivan
- Jay Patterson - Jocko